# Searcy (Arkansas)
|  | Dieser Artikel wurde aufgrund von inhaltlichen Mängeln auf der Qualitätssicherungsseite des Projektes USA eingetragen. Hilf mit, die Qualität dieses Artikels auf ein akzeptables Niveau zu bringen, und beteilige dich an der Diskussion! Eine nähere Beschreibung der zu behebenden Mängel fehlt. |

Searcy ist eine City im White County im US-amerikanischen Bundesstaat Arkansas und ist auch dessen County Seat. Das U.S. Census Bureau hat bei der Volkszählung 2020 eine Einwohnerzahl von 22.937 ermittelt. Das Stadtgebiet hat eine Größe von 38,3 km². In der Stadt befindet sich die Harding University.

## Geschichte
Am 9. August 1965 kam es nahe der Little Rock Air Force Base und der Stadt während des Kalten Kriegs in einem Silo (Launch Complex 373-4), bestückt mit einer LGM-25C Titan II-Interkontinentalrakete zu einem Unfall. Bei Wartungsarbeiten werden durch einen Feuerausbruch 53 Personen getötet.

## Söhne und Töchter der Stadt
- Beth Ditto (* 1981), Musikerin